# Glen Elder, Kansas
Glen Elder là một thành phố thuộc quận Mitchell, tiểu bang Kansas, Hoa Kỳ. Năm 2010, dân số của xã này là 445 người.

## Dân số
Dân số các năm:
- Năm 2000: 439 người
- Năm 2010: 445 người